# Astellia
Astellia — компьютерная игра в жанре MMORPG с элементами ККИ, разработана и издана компанией Studio 8 в 2019 году. В России и СНГ на данный момент анонсировано открытое бета-тестирование, которое начнется в первом квартале 2020 года. Закрытое бета-тестирование, прошло в четвёртом квартале 2019 года на игровой платформе GameNet. Игра распространяется по free-to-play модели.
Astellia впервые была представлена публике на выставке G-STAR в 2013 году под рабочим названием Project A. И лишь в 2017 году состоялось первое закрытое бета-тестирование корейской версии игры. В открытое бета-тестирование игра перешла в декабре 2018 года. Корейская версия игры была закрыта 16 января 2020 года.
Впервые о выходе игры на территории стран СНГ стало известно в марте 2018 года. Тогда же игровое сообщество ожидало первого закрытого бета-тестирования, однако уже в июле компания GameNet сообщила о переносе закрытого бета-тестирования русской версии Astellia на 2019 год.

## Общая информация
Основным отличием игры от своих ближайших конкурентов является наличие элементов ККИ. Игроку предстоит собирать карты, при помощи которых можно призывать себе на помощь Астелов, от которых напрямую зависит стиль и тактика боя. Также не типичным для корейских игр является решение разработчика отменить привязку класса к полу персонажа. 

## Мир игры
Мир игры представляет собой фэнтези-вселенную со своими законами и историей, населённую магическими существами и самыми разнообразными расами. Перемещения по игровому миру осуществляются как при помощи ездовых питомцев, так и при помощи телепортов, которые связывают основные города и разные материки. Полёты в игре на данный момент не предусмотрены.

### Классы
У каждого класса в игре есть свои уникальные способности и древо навыков, где игрок самостоятельно выбирает, какие таланты он хочет изучить. После получения 50 уровня выбранным классом, игрокам станут доступны дополнительные ветки подклассов. На данный момент в игре доступны пять классов: 
- Стрелок
- Воин
- Маг
- Убийца
- Жрец

### Астеллы
Используя карты Астелов, игрок может призывать до трёх существ одновременно, которые могут исцелить персонажа, стать живым щитом или нанести дополнительный урон врагу. На данный момент в игре насчитывается более 30 карт Астеллов, которые по ходу игры можно улучшать и прокачивать, увеличивая силу спутника.

### Боевая система
В игре используется таргетная боевая система, помимо этого в игре отсутствует режим PVP. Сражаться с другими игроками можно лишь в рамках дуэли, на отдельных PVP локациях или же во время масштабных PVP событий.